# Södermanlands runinskrifter 164
Sö 164 är en vikingatida runsten av röd-grå gnejs i Spånga, Råby-Rönö socken och Nyköpings kommun i Södermanland. Ornamentiken är ett skepp där masten utgörs av ett konstfullt kors. Den är 1,5 meter hög och upp till 1,1 meter bred och 10–35 cm tjock. Runhöjden är 8–10 cm. Runstenen står på västra kanten av gravfältet 2:1.

## Inskriften
Translitterering av runraden:
§P kuþbirn : uti : þaiR r(a)isþu : stan þansi : at : kuþmar : f(a)þur : sin : stuþ : triki:l(a) : i · stafn skibi : likR uistarla uf huln sar tu : 
§Q kuþbirn : uti : þaiR r(a)isþu : stan þansi : at : kuþmar : f(a)þur : sin : stuþ : triki:l(a) : i · stafn skibi : likR uistarla <uf> <hul>n bar--
Normalisering till runsvenska:
§P Guðbiorn, Oddi, þæiR ræisþu stæin þannsi at Guðmar, faður sinn. Stoð drængila i stafn skipi, liggR vestarla of hulinn(?), saR do. 
§Q Guðbiorn, Oddi, þæiR ræisþu stæin þannsi at Guðmar, faður sinn. Stoð drængila i stafn skipi, liggR vestarla of hulinn(?), ...
Översättning till nusvenska:
Gudbärn, Ödde, de reste denna sten efter Gudmar, sin fader. Stod manligen i stammen på skeppet, ligger västerut jordad, han som dog.
Den andra halvan av inskriften utgörs av en halvvers på versmåttet fornyrdislag.
den döde Gudmar lovordas alltså för att ha varit en kämpe i framstammen på krigsskeppet, något som var förbehållet de bästa.

## Galleri

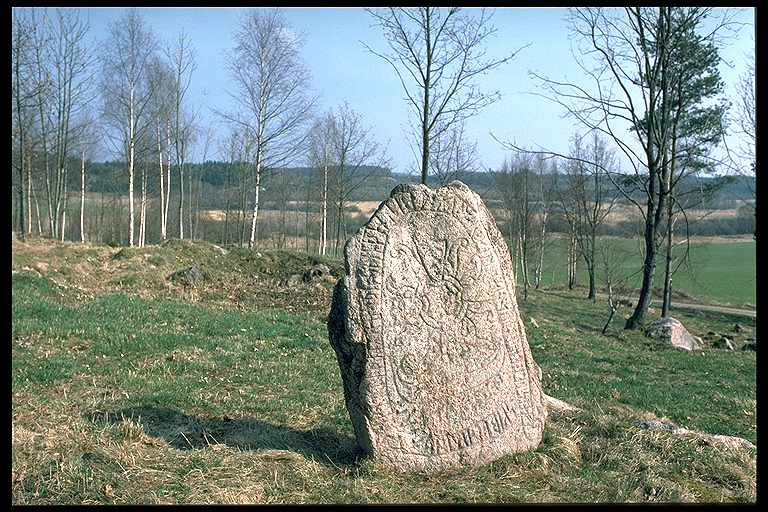
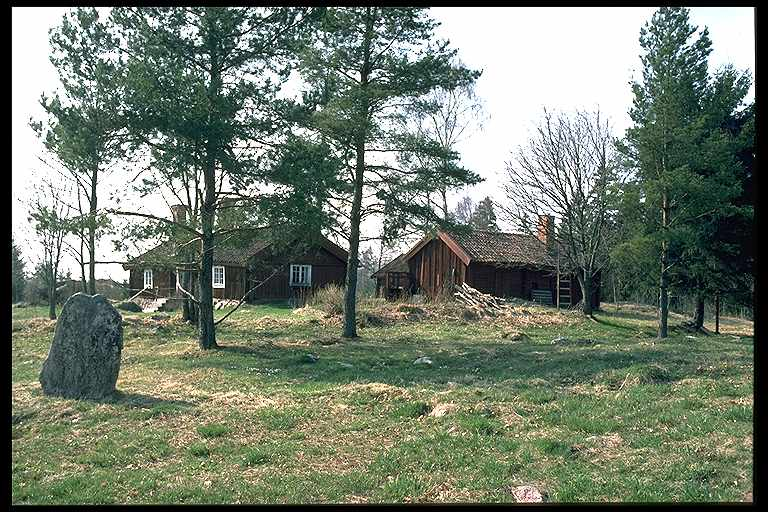
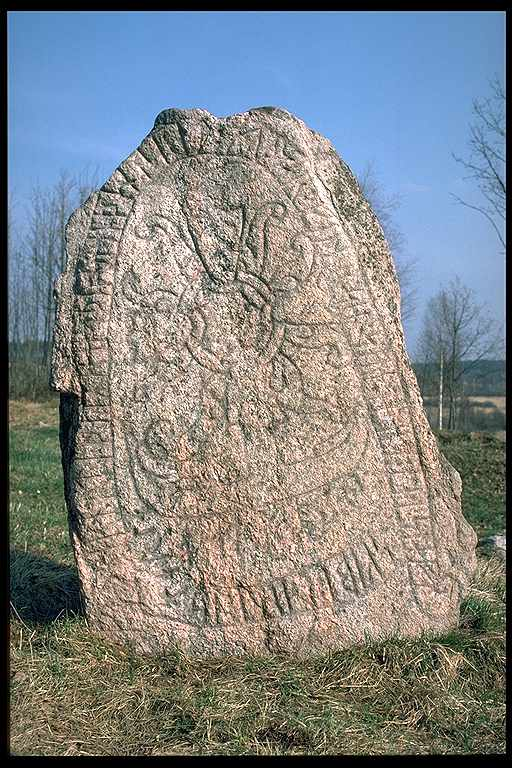
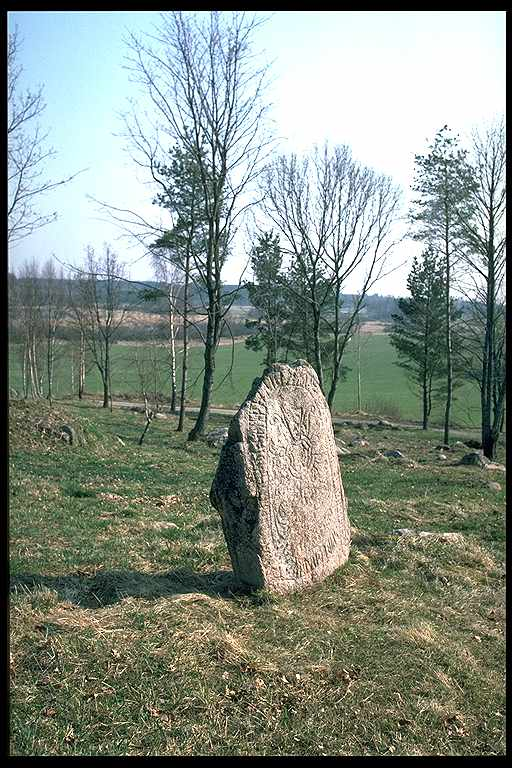
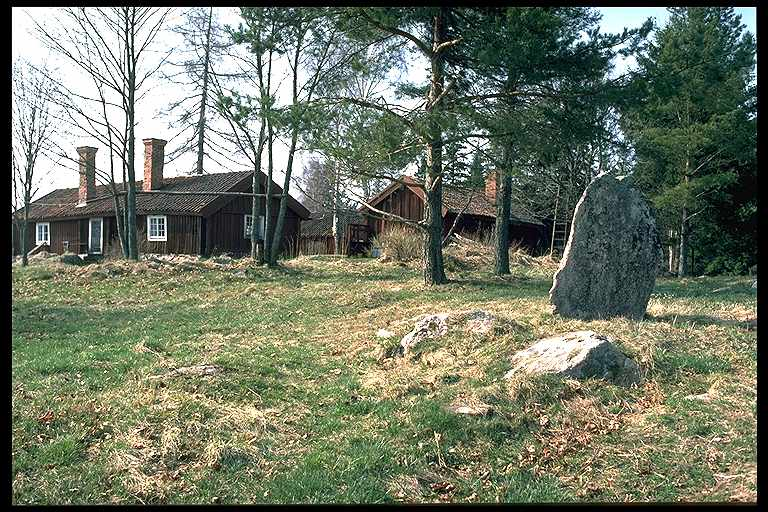
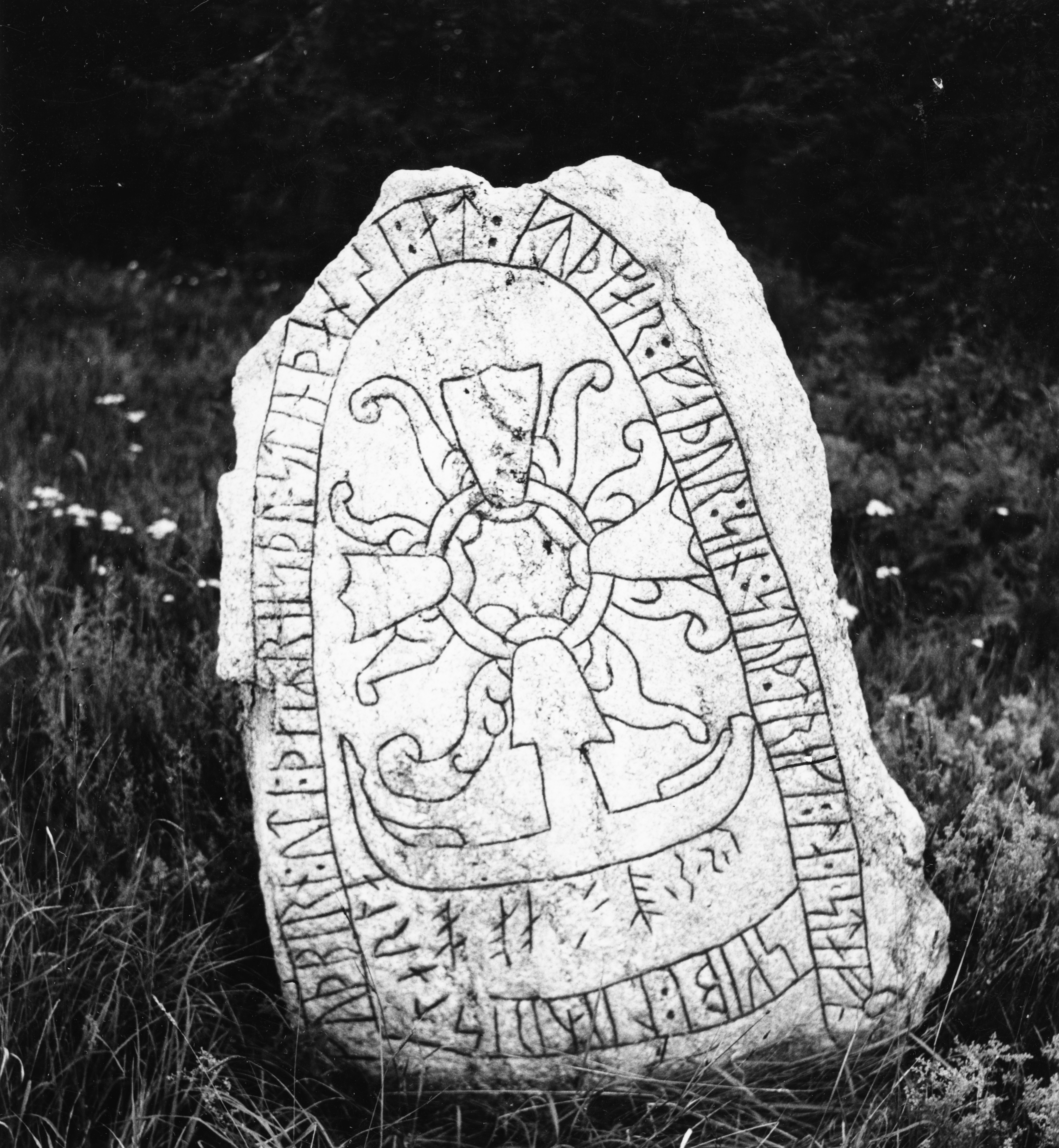
Sö 164, fotograferad 1960.